# Хронология событий конфликта в Северной Ирландии
Конфликт в Северной Ирландии— этнополитический конфликт в Соединённом Королевстве, вызванный спором между центральными британскими властями и местными республиканскими национальными организациями (представлявшими местное католическое население и имевшими левую направленность) касательно статуса региона.

### Хронология

#### 1960-е
12-14 августа 1969 года в Дерри и Белфасте произошли массовые уличные столкновения между католиками и протестантами. Для предотвращения дальнейших столкновений в британскую часть Ольстера были введены британские войска.

#### 1970-е
27 июня 1970 года Битва за Шорт-Стрэнд
3-5 июля 1970 года Схватка за Фоллз
10 марта 1971 года Убийство трёх шотландских солдат
9-11 августа 1971 года Резня в Бэллимёрфи. 11 погибших.
4 декабря 1971 года Взрыв в баре «Макгёрк». Погибли 15 человек, ранены 17.
30 января 1972 года Кровавое воскресенье. Солдаты 1-го батальона Парашютного полка Великобритании, под командованием подполковника Дерека Вилфорда и капитана Майка Джексона, расстреляли демонстрацию местных жителей в Дерри, пришедших на марш Ассоциации в защиту гражданских прав Северной Ирландии. 13 безоружных демонстрантов, включая шестерых несовершеннолетних и одного священника, были убиты. Пятеро из убитых были застрелены в спину 1. Ещё 14 человек было ранено, один из них впоследствии скончался. Данное событие привело к волне насилия в противостоянии Ирландской республиканской армии (ИРА) и Вооружённых сил Великобритании.
4 марта 1972 года Взрыв в ресторане «Аберкорн». Погибли 2 человека, ранены 130.
20 марта 1972 года Взрыв на Донегол-Стрит.  В результате взрыва погибли семь человек (в том числе двое полицейских Королевской полиции Ольстера) и были ранены 148. Большинство из них составляли покупатели магазинов, офисные работники и школьники. Ответственность на себя взяла Белфастская бригада ИРА.
13-14 мая 1972 года Битва при Спрингмартине. Серия перестрелок, случившихся в Белфасте между боевиками ИРА, британскими солдатами и ольстерскими лоялистами.
9 июля 1972 года Резня в Спрингхилле. Перестрелка, произошедшая 9 июля 1972 в Спрингхилле, квартале Белфаста. Снайперами Британской армии были застрелены пять гражданских лиц.
31 июля 1972 года Операция «Мотормэн». Террористический акт в Клоуди. 9 погибших, 30 раненых.
31 октября 1972 года Взрыв в баре «Бенни». . В результате взрыва погибли две маленькие девочки, 12 человек были ранены.
12 июня 1973 года Взрывы в Колрейне. 6 погибших, более 33 раненых.
5 октября 1974 года Взрывы в пабах Гилфорда. В результате взрыва погибли 5 человек, 65 были ранены.
21 ноября 1974 года Взрывы в пабах Бирмингема. 21 погибший, 182 раненых.
13 августа 1975 года Нападение на бар «Байардо». 5 погибших, более 50 раненых.
22 ноября 1975 года Засада при Драммакаволле. В результате засады погибли три британских солдата, четвёртый был тяжело ранен.
5 мая 1976 года Инцидент у Флагстаффа.
2 июля 1976 года Резня в баре «Рэмбл Инн». 6 погибших, 3 раненых.
27 августа 1979 года Засада в Уорренпойнте. Погибло всего 18 солдат, 6 были тяжело ранены.

#### 1980-е
17 января 1980 года Подрыв поезда близ Данмерри. 3 погибших, 5 раненых.
6 декабря 1982 года Взрыв в Бэлликелли. 17 погибших, 30 раненых.
25 сентября 1983 года Побег из тюрьмы Мэйз.
28 февраля 1985 года Битва в казармах Ньюри.
7 декабря 1985 года Битва в казармах Баллиголи.
8 мая 1987 года Засада в Лафголле.
8 ноября 1987 года Теракт в Эннискиллене. 12 погибших, 63 раненых.
6 марта 1988 года Операция «Флавий».
16 марта 1988 года Резня на кладбище Миллтаун. 3 погибших, более 60 раненых.
15 июня 1988 года Взрыв микроавтобуса в Лисберне. 6 погибших, 11 раненых.
22 сентября 1989 года Взрыв в казарме Дила. 11 погибших, 21 ранен.
13 декабря 1989 года Нападение на блокпост в Дэрриярде.

#### 1990-е
31 мая 1991 года Взрыв в казармах Гленанна. 3 погибших, 14 раненых.
3 июня 1991 года Засада в Коу.
17 января 1992 года Взрыв в Тибэйне.8 погибших, 6 раненых.
16 февраля 1992 года Засада в Клоноу.
1 мая 1992 года Нападение на блокпост в Клоходже.
25 марта 1993 года Резня в Каслроке. 4 погибших, 1 раненый.
30 октября 1993 года Резня в Грэйстиле. 8 погибших, 13 раненых.
28 июня 1996 года Обстрел казарм Оснабрюка.
7 октября 1996 года Взрывы в казармах Типвэл. 1 погибший, 31 раненый.
10 апреля 1998 года В Белфасте подписано Белфастское соглашение.
15 августа 1998 года Террористический акт в Оме. 29 погибших, 220 раненых.
18 сентября 1998 года Подлинная Ирландская республиканская армия заявила о прекращении военных действий.